# 꿈엔들
《꿈엔들》은 대한민국의 방송국 MBC의 예능 프로그램 《우리들의 일밤》의 전 코너중 하나였으며 시골마을 어르신들과 연예인들이 함께 어우러져 소통하는 고향 버라이어티 프로그램이다.
고향 버라이어티를 표방했으나 기존 고향 버라이어티와 큰 차이가 없었다는 혹평을 받아 낮은 시청률로 고전을 면치 못하면서 얼마 못 가 4회만에 조기종영되었다.

## 방송 내용
- 1회:논산시 양촌면 바랑산마을(출연자:이경실, 지상렬, 김태현, 안선영, 최정윤, 정주리, 이준, 미쓰에이)
- 2회:전라남도 해남군 문내면(출연자:이경실, 이준, 안선영, 틴탑)
- 3회:충남 서산시 인지면 성1리 솔마당 마을(출연자:이경실, 지상렬, 오지호, 엠블랙)
- 4회:홍현 해라우지 마을(출연자:정주리, 최정윤, 지상렬, 이경실, 토니안, 스매쉬)

## 시청률
- AGB닐슨 미디어 리서치에서 공개한 표를 바탕으로 작성한 시청률이다. 빨간색 글씨는 최고 시청률, 파란색 글씨는 최저 시청률을 나타낸다.

| 회차  | 방송일          | 시청률              | 시청률 |
| 회차  | 방송일          | AGB닐슨 전국 시청률 |        |
| ----- | --------------- | ------------------- | ------ |
| 제1회 | 2012년 3월 18일 | 1.7%                |        |
| 제2회 | 2012년 4월 1일  | 2.4%                |        |
| 제3회 | 2012년 4월 8일  | 1.6%                |        |
| 제4회 | 2012년 4월 15일 | 1.5%                |        |

## 결방
- 2012년 3월 25일 - MBC 파업으로 결방[2]

## 경쟁 프로그램
- 일요일이 좋다
  - 런닝맨 (경쟁 프로그램)
  - K팝 스타 (2부 프로그램)

- 해피선데이
  - 남자의 자격 (경쟁 프로그램)
  - 1박 2일 (2부 프로그램)

- 일밤
  - 남심여심 (2부 프로그램)